# Cmentarz żydowski w Stromcu
Cmentarz żydowski w Stromcu – kirkut społeczności żydowskiej niegdyś zamieszkującej Stromiec. Nie wiadomo dokładnie kiedy powstał. Funkcjonował w dwudziestoleciu międzywojennym. Jego wojenne losy jak również obecny stan zachowania pozostają nieznane. Znajduje się na zachód od centrum miejscowości, przy drodze wiodącej do Stromieckiej Woli, za cmentarzem katolickim, na północnym zboczu niewielkiego wzniesienia.